# Grammostola actaeon
Grammostola actaeon is een spinnensoort uit de familie van de vogelspinnen (Theraphosidae).
De wetenschappelijke naam van de soort werd in 1903 als Citharoscelus actaeon gepubliceerd door Reginald Innes Pocock.